# Ringo (album)
A Ringo Ringo Starr 1973-ban megjelent szólólemeze. Az album érdekessége, hogy ezen a lemezen a másik három korábbi Beatles-tag is közreműködik, igaz, mindegyikük más-más dalokban. A Photograph és a You're Sixteen című számok első helyezést értek el az amerikai Billboard Hot 100 slágerlistán.

## Dalok
Első oldal
1. "I'm the Greatest" (John Lennon) – 3:21
2. "Have You Seen My Baby" (Randy Newman) – 3:44
3. "Photograph" (Richard Starkey, George Harrison) – 3:56
4. "Sunshine Life for Me (Sail Away Raymond)" (Harrison) – 2:45
5. "You're Sixteen" (Bob Sherman, Dick Sherman) – 2:48

Második oldal
1. "Oh My My" (Starkey, Vini Poncia) – 4:16
2. "Step Lightly" (Starkey) – 3:15
3. "Six O'Clock" (Paul McCartney, Linda McCartney)[1] – 4:06
4. "Devil Woman" (Starkey, Poncia) – 3:50
5. "You and Me (Babe)" (Harrison, Mal Evans) – 4:59